# Chawton
Chawton is een civil parish in het bestuurlijke gebied East Hampshire, in het Engelse graafschap Hampshire. De plaats telt 445 inwoners.
Het dorp is bekend door het huis, waar Jane Austen, haar moeder en haar zus Cassandra de laatste jaren van hun leven woonden. Nu het Jane Austen's House Museum. Even verder in het dorp staat het grote landhuis van hun broer/zoon Edward Austen Knight. Nu 'The Centre for the Study of Early Women's Writing, 1600-1830'. De Chawton House Library met meer dan 10.000 werken van schrijfsters, waar internationale conferenties gehouden en onderzoeken gedaan worden.